# ジョージ・リンゼイ
ジョージ・リンゼイ（George Lindsey 1928年12月17日 – 2012年5月6日）アメリカ合衆国の俳優。『メイベリー110番』及び『メイベリー R.F.D.』のグーバー・パイルで、後に『Hee Haw 』にも同役で出演。

## 略歴
アラバマ州ジェファーソン郡の人口が多い都市フェアフィールドで生まれ、ジャスパーの小さな町で育った。1946年、ウォーカー高等学校卒業後、ミズーリ州ブーンヴィルのケンパー陸軍士官学校及びアラバマ州フローレンスのフローレンス州立大学(現北アラバマ大学)に進学し体育及び生物学を学び、アメリカンフットボールでクォーターバックを務め、1952年、理学士号を取得。大学卒業後アメリカ空軍に入隊しプエルトリコのラミー空軍基地に所属。1956年、ニューヨークのアメリカン・シアター・ウィングに入るまで、アラバマ州ヘイゼル・グリーンのヘイゼル・グリーン高等学校で1年間教鞭を振るった。アメリカン・シアター・ウィングで演劇を学び、ブロードウェイ・シアターで『Wonderful Town 』と『All American 』に出演した後、1962年、ロサンゼルスに転居。連続ドラマ『ライフルマン』、『The Real McCoys 』、『トワイライト・ゾーン』、『ダニエル・ブーン』、『地球の危機』などに端役で、『ヒッチコック劇場』の3エピソードに出演し、後に『メイベリー110番』のグーバー役で有名になる。

### 『メイベリー110番』(1964年)グーバー・パイル役
1964年、『メイベリー110番』の頭は悪いが気が優しいグーバー・ビーズリー役を得る。後に共にアラバマ出身の頭が悪い田舎の少年ゴーマー・パイル(ジム・ネイバース)といとこ同士の設定でグーバー・パイルに改名。大げさな「グーバー・ダンス」などの様子はおどけたケーリー・グラントの印象を与えた。
同時期にABCのウォルター・ブレナン主演ドラマ『The Tycoon 』にも端役で、1964年、『ミスタア・ロバーツ』の続編映画『ミスタア・パルバー』に船員役で、『原子力潜水艦シービュー号』の『Submarine Sunk Here 』のエピソード、『ヒッチコック劇場』の『Bed of Roses 』のエピソードで脅迫するタクシー運転手役で出演。

### 『メイベリー R.F.D.』など
『メイベリー110番』終了後、CBSは『メイベリー R.F.D.』の放送を開始し、1971年に番組が打ち切られるまでグーバー・パイル役を演じた。自伝によると『メイベリー R.F.D.』の役は作られ過ぎており、『メイベリー110番』のようにはいかなかったとしている。
1972年、『Gunsmoke 』のエピソード『Blind Man's Buff 』で二人組の追い剥ぎのうちの1人チャーリーを、『ライフルマン』の『The Dove 』のエピソードで脱獄者を演じた。ディズニーは彼の才能を評価し、『Snowball Express 』の準主役や、『おしゃれキャット』(1970年)、『ロビン・フッド』(1973年)、『ビアンカの大冒険』(1977年)などいくつかのアニメ作品の声優として起用した。1967年、『Gunsmoke 』の『Mad Dog 』のエピソードでワトソン兄弟の一人を演じた。
1978年、『マッシュ』第6シーズン『Temporary Duty 』のエピソードに4077部隊から8063部隊にホークアイ・ピアスと交代した軍医ロイ・デュプリー役でゲスト出演。有能な軍医だが私生活に問題がある役で、最後にはホークアイの友人B.J.ハニカットと宿敵チャールズ・エマーソン・ウィンチェスター三世にはデュプリーに早く去ってほしいと思われる役であった。

### 『Hee Haw』(1972年～1992年)でのグーバー役
1972年から1992年、カントリー・ミュージックのバラエティ番組で番組販売の『Hee Haw 』でさらに田舎っぽい役を演じた。
その後『NewsRadio 』の『Rose Bowl 』のエピソードに、消費者を騙した民事事件の目撃者としてカメオ出演。

## その後
2009年のラリー・ザ・ ケーブル・ガイの番組出演が最後のゲスト出演となった。2012年5月6日、テネシー州ナッシュビルで病死。83歳であった。彼の故郷アラバマ州ジャスパーのオーク丘陵墓地に埋葬されている。

## 慈善活動や受賞歴など
アラバマ州モンゴメリーで行なわれたジョージ・リンゼイ・セレブリティ・ウィークエンド&ゴルフ・トーナメントでアラバマ・スペシャル・オリンピックのために17年間で100万ドルを、アラバマ知的障害者協会のために5万ドルを集め、ミネソタ州ミネアポリスのオリンピックにも参画した。
北アラバマ大学でジョージ・リンゼイ・アカデミック・スカラシップを設立。1992年、同大学は彼に名誉博士号を与えた。
1995年、アラバマ音楽の殿堂で州知事特別賞が授与された。州はジャスパーの道にジョージ・リンゼイ・ハイウェイと名付けた。1998年から毎年春に北アラバマ大学でジョージ・リンゼイ/UNA映画祭が開かれている。
1997年、ミニー・パール特別功労賞を受賞、2007年、ナッシュビルのタレント・ディレクター協会からICON賞の最初の受賞者となった。

## 自伝
- 1995年、『Goober in a Nutshell 』発行。